# Kamienica (Skępe)
Pour les articles homonymes, voir Kamienica.
Kamienica est une localité polonaise de la voïvodie de Couïavie-Poméranie et du powiat de Lipno,.